# Élections municipales de 2014 à Dijon
Pour un article plus général, voir Élections municipales de 2014 en Côte-d'Or.
Les élections municipales ont eu lieu les 23 et 30 mars 2014 à Dijon.

## Mode de scrutin
Le mode de scrutin à Dijon est celui des villes de plus de 1 000 habitants : la liste arrivée en tête obtient la moitié des 55 sièges du conseil municipal. Le reste est réparti à la proportionnelle entre toutes les listes ayant obtenu au moins 5 % des suffrages exprimés. Un deuxième tour est organisé si aucune liste n'atteint la majorité absolue et au moins 25 % des inscrits au premier tour. Seules les listes ayant obtenu aux moins 10 % des suffrages exprimés peuvent s'y présenter. Les listes ayant obtenu au moins 5 % des suffrages exprimés peuvent fusionner avec une liste présente au second tour.

## Résultats
- Maire sortant : François Rebsamen (PS)
- 59 sièges à pourvoir (population légale 2011 : 151 672 habitants)

| Tête de liste                                          | Tête de liste        | Liste          | Premier tour | Premier tour | Second tour | Second tour | Sièges |  |
| Tête de liste                                          | Tête de liste        | Liste          | Voix         | %            | Voix        | %           | Sièges |  |
| ------------------------------------------------------ | -------------------- | -------------- | ------------ | ------------ | ----------- | ----------- | ------ |  |
|                                                        | François Rebsamen *  | PS-EELV-MoDem  | 20 825       | 44,28        | 24 646      | 52,84       | 46     |  |
| Dijon avec vous!                                       |                      |                | 20 825       | 44,28        | 24 646      | 52,84       | 46     |  |
|                                                        | Alain Houpert        | UMP-UDI        | 13 294       | 28,27        | 15 871      | 34,02       | 10     |  |
| Changeons d'ère avec Alain Houpert                     |                      |                | 13 294       | 28,27        | 15 871      | 34,02       | 10     |  |
|                                                        | Édouard Cavin        | FN             | 5 975        | 12,70        | 6 124       | 13,13       | 3      |  |
| Dijon bleu Marine                                      |                      |                | 5 975        | 12,70        | 6 124       | 13,13       | 3      |  |
|                                                        | David Lanaud du Gray | SE             | 4 023        | 8,55         |             |             |        |  |
| Dijonnons ensemble avec David Lanaud du Gray           |                      |                | 4 023        | 8,55         |             |             |        |  |
|                                                        | Isabelle de Almeida  | FG             | 2 194        | 4,66         |             |             |        |  |
| Dijon. L'humain d'abord                                |                      |                | 2 194        | 4,66         |             |             |        |  |
|                                                        | Claire Rocher        | LO             | 722          | 1,54         |             |             |        |  |
| Lutte ouvrière faire entendre le camp des travailleurs |                      |                | 722          | 1,54         |             |             |        |  |
|                                                        |                      |                |              |              |             |             |        |  |
| Inscrits                                               | Inscrits             | Inscrits       | 82 505       | 100,00       | 82 506      | 100,00      |        |  |
| Abstentions                                            | Abstentions          | Abstentions    | 33 964       | 41,17        | 33 838      | 41,01       |        |  |
| Votants                                                | Votants              | Votants        | 48 541       | 58,83        | 48 668      | 58,99       |        |  |
| Blancs et nuls                                         | Blancs et nuls       | Blancs et nuls | 1 508        | 3,11         | 2 027       | 4,16        |        |  |
| Exprimés                                               | Exprimés             | Exprimés       | 47 033       | 57,01        | 46 641      | 56,53       |        |  |
| * Liste du maire sortant                               |                      |                |              |              |             |             |        |  |